# Timothy Gallwey
W. Timothy Gallwey (nacido en 1938 en San Francisco, California) es un autor que ha escrito una serie de libros en los que se ha establecido una nueva metodología para el entrenamiento y para el desarrollo de la excelencia personal y profesional en una variedad de campos, que él llama "The Inner Game." Desde que comenzó a escribir en la década de 1970, sus libros incluyen El juego interior del tenis, El juego interior del golf, El juego interior de la música (con Barry Green), Esquí interior y El juego interior del trabajo. El libro más importante de Gallwey es El juego interior del tenis, con más de un millón de copias impresas vendidas. Además de los deportes, sus métodos de entrenamiento han sido utilizados en el campos de los negocios,  de la salud y de la educación.

## Biografía
En 1960, Gallwey fue capitán en la  Universidad de Harvard  del equipo de tenis. El "juego interior" se basa en ciertos principios en los que un individuo utiliza observaciones sin prejuicios de las variables críticas, con el propósito de ser precisa sobre estas observaciones. Si las observaciones son correctas, el cuerpo de la persona las va a ajustar y corregir de forma automática para lograr el mejor rendimiento. Gallwey fue uno de los primeros en demostrar un método integral de entrenamiento que podrían aplicarse a muchas situaciones, y se encontró dando conferencias con más frecuencia para líderes de negocios en los EE. UU. que a los deportistas.
Es considerado como uno de los pioneros de la psicología deportiva.

## Trabajo
El trabajo de Tim Gallwey ha ayudado a fundar el movimiento actual de coaching de negocios, coaching personal y coaching ejecutivo; considerado por muchos Padre del Coaching moderno. Uno de los exponentes más conocidos del coaching empresarial es Sir John Whitmore, quien popularizó el modelo de Graham Alexander y Alan Fine "GROW" (Goals, Reality, Options, Will) para el proceso de coaching.
En cada actividad humana hay dos ámbitos de actuación: el externo y el interno. El juego exterior se juega en un escenario externo para superar los obstáculos externos para alcanzar un objetivo externo. El juego interior se lleva a cabo dentro de la mente del jugador y se juega contra varios obstáculos como el miedo, la duda, los lapsos de atención, y la limitación de conceptos o suposiciones. El juego interior se juega para superar los obstáculos autoimpuestos que impiden a la persona o equipo acceder a todo su potencial.
- Datos: Q324235